# Juliana de Paula-Souza
Juliana de Paula-Souza (1975) es una botánica, agrónoma y profesora brasileña.
En 1998, se diplomó de ingeniera agrónoma, por la Universidad de São Paulo; para obtener la maestría en Biología Vegetal, en la misma casa de altos estudios, defendió la tesis Estudio de las Especies de Hybanthus Jacq. (Violaceae) de Brasil, en 2002; y, el doctorado, en 2001, con la defensa de la tesis: Estudios filogenéticos en Violaceae, con énfasis en la tribu Violeae y revisión taxonómica de los géneros Lianescentes de Violaceae en la Región Neotrópical.
Es profesora asociada de la Universidad de São Paulo (USP) junto al Postgrado en Botánica y Ecología. Trabaja en taxonomía de fanerógamas, actuando sobre la taxonomía y diversidad de la flora nordestina, en la familia Violaceae con énfasis en el género Hybanthopsis. Ha realizado dos postdoctorados en el exterior, siendo becaria de la Coordinación de Perfeccionamiento de Personal de Educación Superior, CAPES, Brasil:
- 2013: Universidad de Ohio - Post-Doctoral researcher
- 2013: Universidade de São Paulo - Post-Doctoral researcher
- 2011: Missouri Botanical Garden - Bascom Fellowship
- 2010: Escola de Farmácia - Universidade Federal de Minas Gerais -Post-Doctoral researcher

Realizó visitas a instituciones extranjeras, relacionadas con el estudio taxonómico de las neotropicales Violaceae: Estados Unidos (Nueva York, NY, EE. UU., Washington, Saint Louis, MO, Atenas-BHO), Europa (Londres-K, LINN, BM, Estocolmo-S, San Petersburgo LE; Múnich-M, Hamburgo-HBG; Gotinga-GOET;-B Berlín, Viena, W, WU, Edimburgo-E, P-París, Madrid-MA-G Ginebra, Bruselas-BR), México (Ciudad de México -MEXU) y Argentina (Corrientes-CTES).

## Algunas publicaciones
- PAULA-SOUZA, Juliana de ; PIRANI, J. R. ; HOFFMANN, M. H. ; ROSER, M. 2013. Reappraisal of names and lectotype designations in the South American genus Anchietea (Violaceae). Schlechtendalia 25: 63-67
- PAULA-SOUZA, Juliana de ; SEO, M. N. 2011. Neotypification of Hybanthus longistylus Schulze-Menz (Violaceae). Novon (Saint Louis, Mo.) 21: 249-250
- PAULA-SOUZA, Juliana de ; Pirani, J.R. ; FELICIANO, C.D. 2011. Taxonomic and geographic notes on the Hybanthus lanatus complex (Violaceae). Candollea (Genève) 66: 367-375
- PAULA-SOUZA, Juliana de. 2011. Neotypifications of Linnaean names in Hybanthus (Violaceae). Taxon 60: 896-897
- Hoffmann, M.H. ; PAULA-SOUZA, Juliana de ; Fläschendräger, A. ; Röser, M. 2010. The gynoecium of male Anchietea pyrifolia (Violaceae): Preserved structure with a newfunction. Flora (Jena) 205: 429-433

### Libros
- D. Sampaio ; SOUZA, V.C. ; A.A.Oliveira ; PAULA-SOUZA, Juliana de ; RODRIGUES, R.R. 2005. Árvores da Restinga - Guia Ilustrado para Identificação das Espécies da Ilha do Cardoso. São Paulo: Editora Neotrópica, 278 pp.
- PAULA-SOUZA, Juliana de ; SOUZA, V.C. 2003. Flora dos Estados de Goiás e Tocantins, Coleção Rizzo: Violaceae. Goiânia: Univ. Federal de Goiás, 42 pp.
- SOUZA, V.C. ; PAULA-SOUZA, Juliana de. 1997. Flora dos Estados de Goiás e Tocantins: Coleção Rizzo: Scrophulariaceae. Goiânia: Univ. Federal de Goiás, 83 pp.

### Capítulos de libros
- PAULA-SOUZA, Juliana de. 2010. Violaceae. En: Forzza, R.C. et al. (orgs.) Catálogo de Plantas Fungos do Brasil. Río de Janeiro: Andrea Jakobsson Estúdio: Instituto de Pesquisas Jardim Botânico do Rio de Janeiro, vol. 2, pp. 1683-1685
- PAULA-SOUZA, Juliana de. 2009. Violaceae. En: A.M. Giulietti; A. Rapini; M.J.G. Andrade; L.P. Queiroz; J.M.C. Silva (orgs.) Plantas Raras do Brasil. Belo Horizonte: Conservação Internacional, pp. 406-406
- PAULA-SOUZA, Juliana de. 2009. Violaceae. En: J.R. Stehmann; R.C. Forzza; A. Salino; M. Sobral; D.P. Costa; L.H.Y. Kamino (orgs.) Plantas da Floresta Atlântica. Río de Janeiro: Jardim Botânico do Rio de Janeiro, pp. 495
- PAULA-SOUZA, Juliana de. 2008. Tropaeolaceae. En: Hokche, O., Berry, P.E. & Huber, O. (eds.) (orgs.) Nuevo Catálogo de la Flora de Venezuela. Caracas: Fundación Instituto Botánico de Venezuela, pp. 646

### Revisión de periódicos
- 2006 - 2006 Periódico: Acta Botanica Brasilica
- 2007 - 2008 Periódico: Novon (Saint Louis)
- 2009 - 2009 Periódico: Candollea (Genève)
- 2010 - 2022 Periódico: Checklist
- 2010 - 2022 Periódico: Rodriguesia
- 2011 - 2011 Periódico: International Journal of Plant Sci.
- 2011 - 2011 Periódico: Flora Fanerogâmica do Estado de São Paulo
- 2012 - 2022 Periódico: Sitientibus. Série Ciências Biológicas
- 2013 - 2022 Periódico: Biotemas (UFSC)

## Reconocimientos
- Becaria de posdoctorado en el Exterior, del Consejo Nacional de Desarrollo Científico y Tecnológico, CNPq, Brasil[4]

## Premios
2011
Myndel Botanical Foundation Grant, Myndel Botanical Foundation
Beca Elizabeth E. Bascom para Botánicas Latinoamericanas, Missouri Botanical Garden, Saint Louis, USA
2008
Auxílio a doutorandos para estágio de pesquisa no exterior, Pró-reitoria de pós-graduação - USP
IAPT Research Grants Program in Plant Systematics, International Association for Plant Taxonomy
Society of Systematic Biologists Scholarship and Travel Award, Society of Systematic Biologists
Beca Elizabeth E. Bascom para Botánicas Latinoamericanas, Missouri Botanical Garden, Saint Louis, USA
2006
Myndel Botanica Foundation Grant (II), Myndel Botanica Foundation
Myndel Botanica Foundation Grant (I), Myndel Botanica Foundation.
2005, 2004
Myndel Botanica Foundation Grant, Myndel Botanica Foundation.
- 2000: Concurso de identificación de plantas indeterminadas (2º lugar), Comisión Organizadora de 51o. Congreso Nacional de Botánica.

- 1998: Concurso de Fotografías e Ilustraciones Botánicas (1º lugar), XII Congreso de la Sociedad Botánica de São Paulo

## Membresías
- de la Sociedad Botánica del Brasil[6]
- de la Academia Pernambucana de Ciência Agronômica[4]
- Plantas do Nordeste[7]